# Министерство торговли и промышленности Российской империи
Министе́рство торго́вли и промы́шленности — центральное государственное учреждение по управлению казённой промышленностью, надзору за частной промышленностью и торговлей.

## Создание
Было образовано указом 27 октября 1905 года. В его состав перешли из министерства финансов учреждения по части торговли и промышленности и по горной части, совет по тарифным делам, тарифный комитет и департамент железнодорожных дел, за исключением отделений, ведавших финансовыми расчётами казны с железнодорожными обществами.
В состав нового министерства было включено также Главное управление торгового мореплавания и портов. Из министерства внутренних дел в новое министерство были переданы все дела, относящиеся к купеческим обществам, купеческим и ремесленным управам.
Министерству принадлежал ряд зданий в Санкт-Петербурге, в том числе по адресам: Мытнинская набережная, 7 и Адмиралтейская набережная, 8.

## Министры
- В. И. Тимирязев: октябрь 1905 года -- февраль 1906 года.  В это время была упразднена должность главноуправляющего торговым мореплаванием; должность товарища главноуправляющего переименована в должность товарища министра торговли и промышленности, совет при главноуправляющем — в совет министра и т. д.; канцелярия главноуправляющего соединена с канцелярией при товарище министра финансов, заведовавшем делами торговли и промышленности, в одну общую канцелярию министра торговли и промышленности.
- М. М. Фёдоров: с 18 февраля по 4 мая 1906 года, временно управляющий министерством торговли и промышленности.
- А. А. Штоф:  с 5 мая по 26 июля 1906 года, также временно управляющий.
- Д. А. Философов: с 27 июля 1906 по 6 декабря 1907 года, министр. Менее чем через полтора года на должности скоропостижно скончался[1], до 30 января министерством временно управлял М. А. Остроградский.
- И. П. Шипов: с 31 января 1908 по 13 января 1909 года, министр.
- В. И. Тимирязев: с 14 января 1909 по 5 ноября 1909 года, вторично на должности министра.
- С. И. Тимашев: с 5 ноября 1909 по 17 февраля 1915 года, министр.
- В. Н. Шаховской: с 18 февраля 1915 по 28 февраля 1917 года.

## Организация эвакуации промышленности в Первую  мировую войну
Ввиду приближения наступающих германских войск к промышленно развитым регионам империи (Варшава, Рига) в июне 1915 г. члены военно-технического комитета при Всероссийском городском союзе направили письмо министру торговли и промышленности В. Н. Шаховскому: «Совершенно недопустимым является дальнейшее сохранение в таких местностях, как Рига, Варшава и т. п., крупных предприятий обрабатывающей промышленности, которые готовят предметы военного снаряжения или так или иначе с этим делом связаны. Необходимо поэтому спешное принятие правительством решительных мер к переносу таких предприятий в более благоприятную обстановку глубокого тыла».
При угрозе захвата Варшавы в июле 1915 года из казны на эвакуацию оборонных предприятий было выделено 50 млн рублей, однако вывезти удалось только 85 предприятий.
25 июля (7 августа) 1915 г. был принят приказ по Двинскому военному округу о предоставлении заводам, изготавливающим предметы, необходимые для «государственных надобностей», права на вывоз из городов Двинска и Вильно во «внутреннюю Россию» заводского оборудования и материалов. За эвакуацию отвечал Штаб округа.
В Риге эвакуации подлежало около 500 заводов. Координацию работ поручили в июле 1915 г. начальнику Сестрорецкого оружейного завода генерал-майору А. П. Залюбовского. Командующий 5-й армией П. А. Плеве предоставил ему неограниченные полномочия. До 1 сентября 1915 г. из Риги было эвакуировано 172 предприятия: в Москву, Петроград, Нижний Новгород, а также в южные губернии — в Екатеринослав, Харьков, Донбасс, куда в основном переехали заводы металлообрабатывающего профиля.
Из прочих регионов из-за неудовлетворительной организации действий удалось эвакуировать лишь отдельные предприятия, а часть эвакуированных так и не возобновила производство.

## Министерство торговли и промышленности Временного правительства России
С 3 марта 1917 по июнь 1917 года должность министра исправлял А. И. Коновалов. С июня 1917 по сентябрь 1917 года должность министра исправлял С. Н. Прокопович. С сентября 1917 по 26 октября 1917 года должность министра вновь исправлял А. И. Коновалов. Министерство ликвидировано 26 октября 1917 года.